# Olivier Weber
Olivier Weber (Montluçon, 1958. június 12. –) francia író és újságíró.

## Könyvei
- La Confession de Massoud (Flammarion, 2013)
- Les Impunis (Robert Laffont, 2013)
- Conrad, le voyageur de l’inquiétude (Flammarion-Arthaud, 2011)
- Le Barbaresque (Flammarion, 2011)
- J’aurai de l’or (Robert Laffont, 2008)
- Le Tibet est-il une cause perdue? (Larousse, 2008), ISBN 2035843154, ISBN 9782035843159
- La mort blanche (Albin Michel, 2007)
- Sur les routes de la soie (avec Reza, Hoëbeke, 2007), ISBN 2842303008, ISBN 9782842303006
- Kessel, le nomade éternel (Arthaud, 2006)
- La bataille des anges (Albin Michel, 2006)
- Le grand festin de l’Orient (Robert Laffont, 2004)
- Routes de la soie (Mille et une nuits, 2004 – essai, avec Samuel Douette)
- Je suis de nulle part : sur les traces d’Ella Maillart (Éditions Payot, 2003), ISBN 2228897094, ISBN 9782228897099
- Humanitaires (Le Félin, 2002)
- La mémoire assassinée (Mille et Une Nuits, 2001)
- Le faucon afghan : un voyage au pays des talibans (Robert Laffont, 2001)
- On ne se tue pas pour une femme (Plon, 2000)
- Les enfants esclaves (Mille et une nuits, 1999)
- Lucien Bodard, un aventurier dans le siècle (Plon, 1997)
- La route de la drogue (Arléa, 1996 – réédité sous le nom de Chasseurs de dragons : voyage en Opiomie (Payot, 2000)
- French doctors : L’épopée des hommes et des femmes qui ont inventé la médecine humanitaire (Robert Laffont, 1995)
- Voyage au pays de toutes les Russies (Éditions Quai Voltaire, 1992)

## Filmek
- 1998: Les Enfants esclaves
- 2002: Retour au Cambodge
- 2003: Sur la route du Gange
- 2007: Le Peuple de l’opium
- 2008: La Fièvre de l’Or